# Макогон Іван Васильович

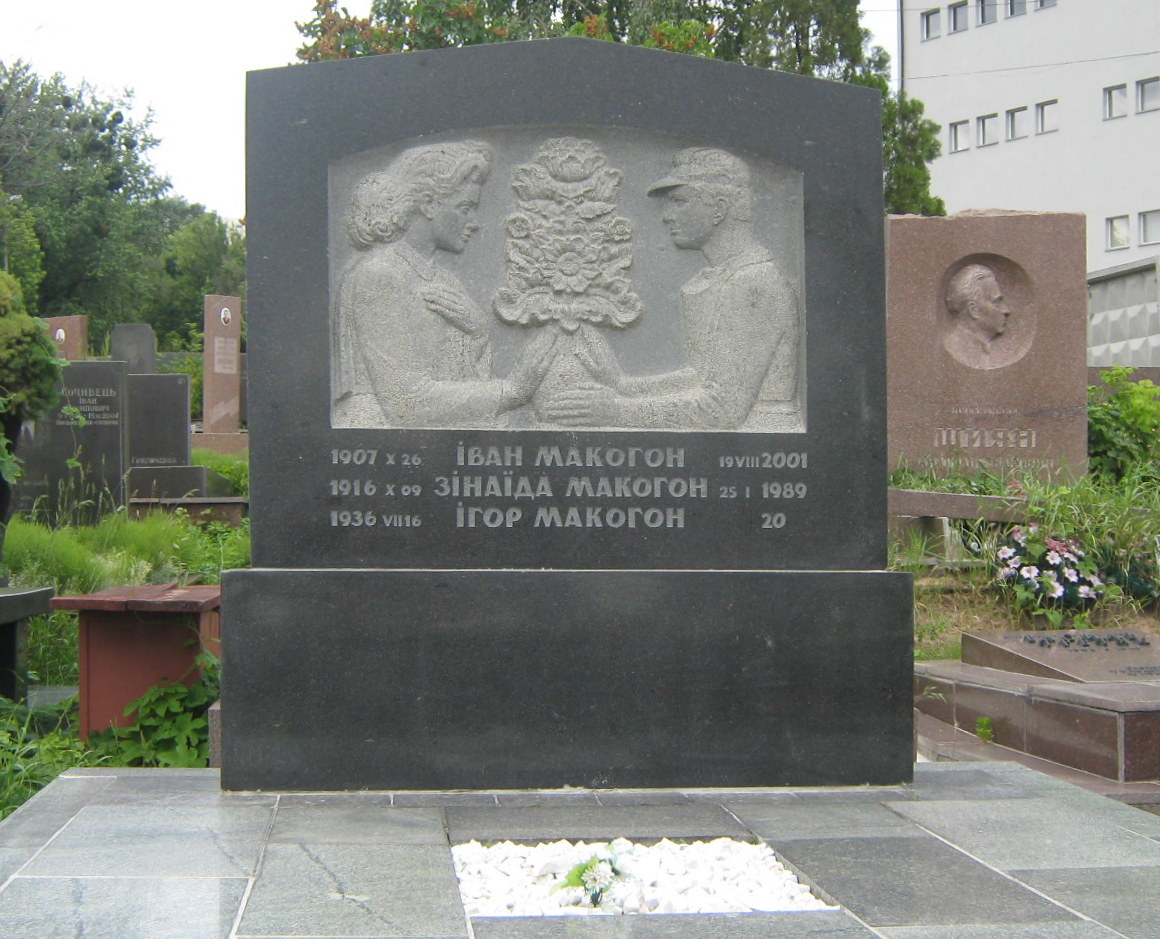
Могила Івана Макогона

Макого́н Іва́н Васи́льович (13 [26] жовтня 1907, Грушуваха — 19 серпня 2001, Київ) — український скульптор, член Національної спілки художників України. Народний художник України.

## Біографія
Народився 13 (26 жовтня) 1907 року в селі Грушувасі (нині Барвінківського району Харківської області) в селянській родині. В 1926–1931 роках навчався в Харківському художньому інституті в Абрама Менеса, Івана Северина, Семена Прохорова, Михайла Шаронова, Анатолія Петрицького, Олексія Кокеля, одночасно вивчав скульптуру у приватній майстерні Івана Севери.
Учасник Міжсоюзницької війни Німеччини та СССР, служив сапером у сталінських військах, був контужений. Після шпиталю працював у фронтовій газеті на Південному Кавказі. 1944 за станом здоров'я медики звільнили від строкової служби і направили у студію військових художників імені Митрофана Грекова у Москву.
З 1954 викладав у Київському художньому інституті (професор з 1971 року).
Помер 19 серпня 2001. Похований у Києві на Байковому кладовищі (ділянка № 52).

## Творчість
Працював у галузі станкової та монументальної скульптури, у різних матеріалах.
Серед творів:
- композиція пам'яті скульптора І. Левицького (1934);
- портрет І. Северина (1937);
- «Прапор Перемоги» (1946); «Народний месник» (1948),
- «Арсенальці» на станції метро «Арсенальна» (1960, у співавторстві, демонтована у 1990-х);
- портрети — О. Гончара (1971), Б. Андрєєва (1978);
- пам'ятники — Михайлу Грушевському на Байковому кладовищі в Києві (1936),
- генерал-полковникові Ю. Щаденку на Новодівочому кладовищі в Москві (1952),
- Ю. Яновському на Байковому кладовищі (1961),
- Герою СССР Н. І. Сосніній на станції Тетерів (1968),
- організатору Голодомору С. Косіору в Києві (1970, демонтований у 2008).

До 125-річчя Тараса Шевченка зробив бюст Кобзаря для Канівського меморіального музею та ювілейну медаль, яка в 1939 році на республіканському конкурсі була відзначена як найкращий твір. Створив медаль до 100-річчя Є. Патона та інші.
У Національному художньому музеї України зберігається ряд творів скульптора, що характеризують різні періоди його творчості: «Композиція пам'яті скульптора І. Левицького» (1934; мармур); «Голівка дівчинки» (1934; граніт); «Портрет батька» (1937; теракота); «Портрет художника І. Северина» (1937; гіпс); «Жіноча голова» (1956; бронза); «Портрет письменника Ю. Дольд-Михайлика» (1960; гіпс); «Жіночий торс» (обпалена глина).

## Відзнаки
Заслужений діяч мистецтв УРСР (з 1968 року). Народний художник України (з 1992 року). Нагороджений орденами Трудового Червоного Прапора і «Знак Пошани», медалями.

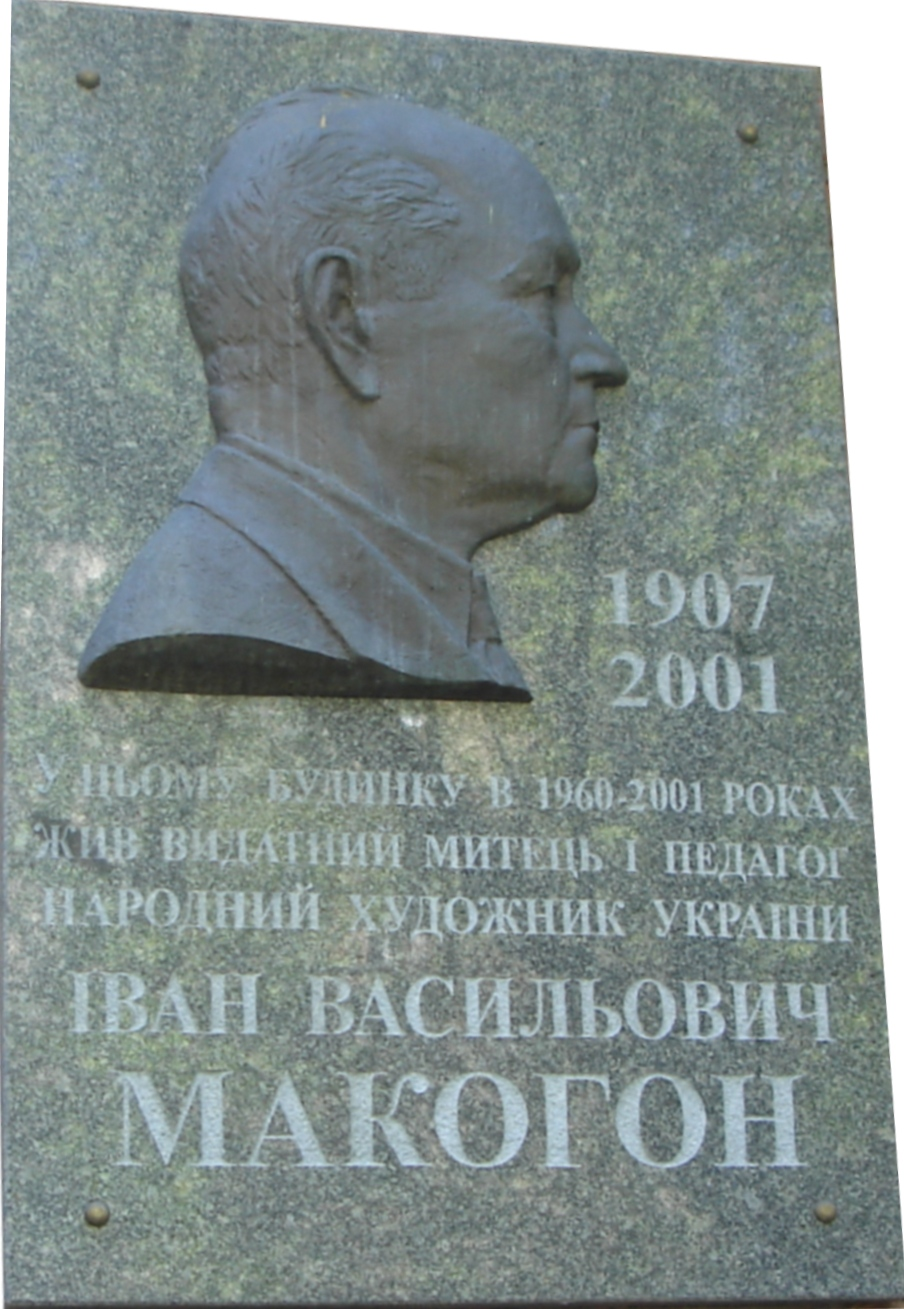

## Вшанування пам'яті
11 квітня 2008 року в Києві, на будинку по провулку Івана Мар'яненка, 14, в якому в 1960–2001 роках жив скульптор, встановлено бронзову меморіальну дошку (барельєф, скульптор І. І. Макогон).